# Juan Bartolomé Avontroot
Juan Bartolomé Avontroot, también aparece mencionado como Jan Avontroot o Hans Avontroot (c. 1563, Haltern am See - 22 de mayo de 1633, Toledo) fue un comerciante flamenco, considerado el principal difusor de la reforma protestante en las islas Canarias.

## Biografía
No se sabe exactamente la fecha de su llegada a Canarias, si bien, se estima que fue bastante antes de 1584, probablemente atraído por el comercio del vino y el cultivo e importación de la caña de azúcar. Originalmente se estableció entre Garachico (Tenerife) y La Gomera, en donde tenía tierras y cultivos. Posteriormente se erradicó en la isla de La Palma como administrador de una finca o hacienda de Argual y Tazacorte.
El 26 de mayo de 1589, Avontroot se casó en la capilla de la hacienda de Tazacorte con doña María Van Dale, viuda de Melchor de Monteverde (propietario de la hacienda). Por esta época se cree comenzó a tener inclinaciones protestantes, comenzó a divulgar en las islas escritos de los primeros reformadores, tales como Martín Lutero o Juan Calvino. Documentos de esta época mencionan que Avontroot no ayunaba, ni acudía a oficios religiosos, algo considerado insólito en la época. Fue acusado de protestante, detenido el 28 de noviembre de 1589 e ingresado en la cárcel secreta del Santo Oficio en Las Palmas de Gran Canaria el 14 de febrero del año siguiente. El 24 de octubre de 1590 fue liberado, y obligado a pagar una fianza.
A partir de aquí comienza su etapa de comerciante, viajando constantemente entre Canarias y Europa. También viajó a Perú para establecer contactos comerciales con dicho virreinato. Posteriormente vivió por poco tiempo en diferentes ciudades europeas como Sevilla, Amberes, Londres y Ámsterdam.

## Cartas y epístolas
Estando en Inglaterra en 1610, Avontroot escribió al rey de España Felipe III su epístola «contra el reinado del Anticristo», en la cuál exhortaba al rey a convertirse al protestantismo y a la independencia de los Países Bajos de España. Escribió más cartas, estas al duque de Lerma en las que decía que al rey Felipe le correspondía «cambiar la maldición del Papa sobre su país en bendición del Señor», y que debía de aceptar en sus reinos el calvinismo.
A finales de mayo de 1615 el fiscal del Tribunal del Santo Oficio don Gaspar Fernández de Ocanto investigó discretamente en La Palma y Tenerife, sobre los antecedentes conocidos de Avontroot y sobre la situación de sus intereses en Canarias. Dicha investigación llevó a la confiscación de todos sus bienes y al interrogatorio de las personas cercanas a Avontroot que residían en el archipiélago.
Las cartas y epístolas de Avontroot se imprimieron en español, latín, holandés, italiano y francés, entre estas destacan: «Epístola al Rey de España», «Epístola al Dux de Venecia» (1619), «Christiana znstvuctio» (1620) y «Epístola a los Peruleros» (1628). Sus textos dejan entrever que Avontroot era un milenarista que creía en el regreso de Cristo, que deberá reinar en la tierra durante mil años y en la consiguiente instauración de un nuevo orden mundial, destinado a restablecer en el mundo la primitiva felicidad e inocencia. La Biblia era la única autoridad del cristiano. Los oficios de los santos, el Ave María, el Salve Regina, la transubstanciación, son para Avontroot idolatría que quita a Dios lo que se le debe solo a El, para ofrecerlo a sus criaturas. 
Al final de su vida quiso volver a España, para hablar con el rey Felipe IV. Regresa en 1632, tras lo cual se realizó un proceso inquisitorial en Toledo que lo declaró «hereje y obstinado», así como la confiscación de todos sus bienes y condenarlo a la hoguera. 
Murió en la hoguera el 22 de mayo de 1633 en la Plaza de Zocodover de Toledo.